# フリント駅 (ミシガン州)
フリント駅（英語：Flint Station）はミシガン州フリント サウス・ドート・ハイウェイ1407にある駅。 全米各地を結ぶ旅客鉄道のアムトラックが乗り入れている。

## 概要
当駅は1989年に建てられ、フリント交通局構内に位置している。中長距離バスはグレイハウンドとインディアン・トレイルズに乗車することができる
。

## 利用可能な鉄道路線／列車
アムトラックの停車する列車は下記の通り。
シカゴとポートヒューロン間の昼行中距離列車ブルー・ウォーター号… 1日1往復停車